# Carútana (jezik)
Carútana jezik (ISO 639-3: cru; povučen iz upotrebe), nekad priznati samostalni jezik aravačke porodice kojim su govorili Carútana Indijanci s brojim podgrupama, Adáru-minanei (dijalekt adaru), Arara-tapúya (dijalekt arara), Dzawí-minanei (dijalekt (dzaui, dzawi), Yawareté-Tapuya (dijalekt (jauarete, yawarete tapuya), Yurupari-tapúya (dijalekt (jurupari, yurupari tapuya), Mapátse-dákenei (dijalekt mapache), Wádzoli-dákenei (dijalekt uadzoli, wadzoli) i Urubú-tapúya (dijalekt urubu), svaka svojim istoimenim dijalektom ili pod-dijalektom. Prema podacima bilo ih je 300 (2000) u brazilskoj državi 300 (2000) u blizini plemena Curripaco. 
Danas se ovaj bivši jezik vodi kao dijalekt jezika baniwa [bwi], i navodi da je srodan jeziku curripacu [kpc].

## Vanjske poveznice
- Ethnologue (14th)
- Ethnologue (15th)